# Mauro Sarmiento
Mauro Sarmiento (ur. 10 kwietnia 1983 w Casorii) – włoski zawodnik taekwondo, wicemistrz olimpijski, brązowy medalista mistrzostw Europy.
Srebrny medalista igrzysk olimpijskich w Pekinie w 2008 roku i brązowy medalista igrzysk olimpijskich w Londynie w 2012 roku w kategorii do 80 kg. 
Jest brązowym medalistą mistrzostw Europy z 2008 roku.